# Aktion Erntefest
Aktion Erntefest (tyska ”Aktion Skördefest”), även kallad Blodiga onsdagen, var kodnamnet för slutfasen av Operation Reinhard, Nazitysklands förintelse av Generalguvernementets judiska befolkning.

## Historik
Hösten 1943 ämnade SS mörda samtliga kvarvarande judar i Lublin-distriktet i Generalguvernementet, den del av Polen som inte hade inkorporerats i Tredje riket.
Aktion Erntefest inleddes i gryningen den 3 november 1943. SS och polisstyrkor omringade arbetslägren Trawniki och Poniatowa samt koncentrationslägret Majdanek. Under denna dag mördades i Trawniki drygt 10 000 judar genom arkebusering. I Majdanek sköts cirka 18 000 judar. Morden i Poniatowa tog två dagar i anspråk; cirka 14 000 judar mördades. Så många som 42 000 personer kan ha avrättats under Aktion Erntefest, det vill säga fler än massakern i Babij Jar i september 1941.
Massmorden hade beordrats av Heinrich Himmler och de planerades och genomfördes under ledning av SS-officerarna Odilo Globocnik, Christian Wirth, Hermann Höfle, Friedrich Wilhelm Krüger och Jakob Sporrenberg.